# Либеральное масонство

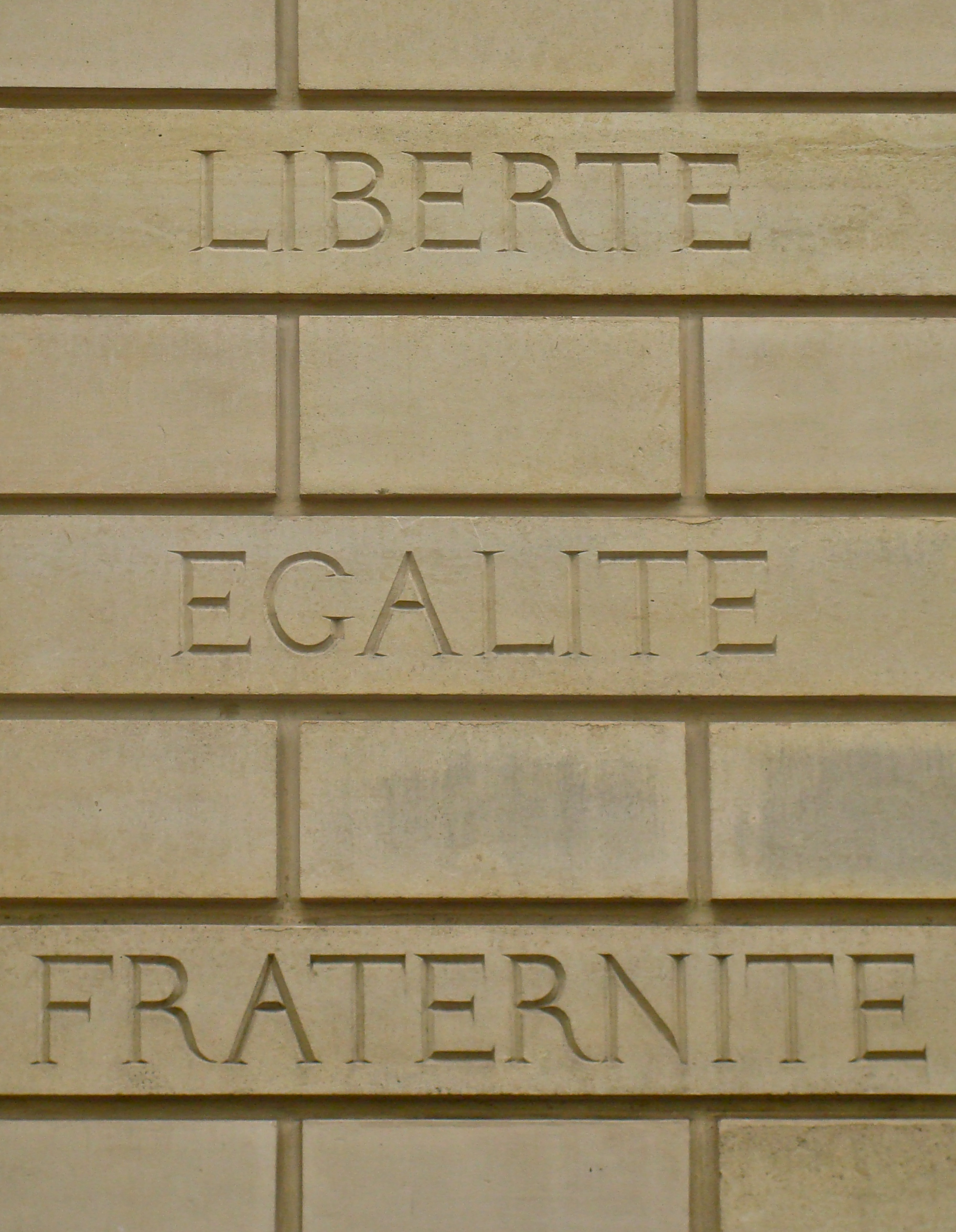
Свобода, Равенство, Братство

Либеральное масонство — один из союзов в мировом масонстве, объединяющий ложи и великие ложи (великие востоки) на основе принципа абсолютной свободы совести. Эта новая концепция масонства родилась на конвенте Великого востока Франции в 1877 году.

## История

### Рождение либерального масонства
В 1877 году, на конвенте Великого востока Франции, по инициативе кальвинистского священника и члена ВВФ Фредерика Десмона, была исключена из обязательного требования о членстве в ВВФ ландмарка о вере в Высшую Сущность (Бога) — что позволило ОВЛА и связанным с ней ложам рассматривать данное решение ВВФ как несоблюдение ландмарок и попытку отхода от масонских традиций.
По поводу ландмарки о вере в Бога к представителям лож, Десмон говорит о формулировке статьи 1 Конституции ВВФ 1849 года, которое войдёт в историю и получит горячую поддержку большинства досточтимых мастеров лож ВВФ. Он в частности неоднократно говорил:

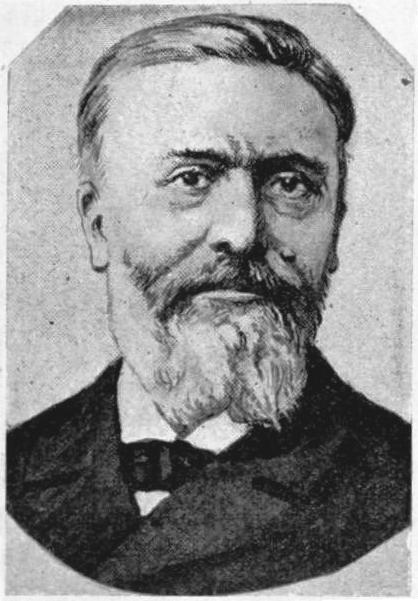
Фредерик Десмон

"(…) Мы просим удаления этой формулы, потому что она ставит в неловкое положение досточтимых мастеров лож, а также это не менее важно для многих профанов, которые воодушевленные искренним желанием стать частью нашего большого и благородного общества, которое представлено, по праву, как широкая и прогрессивная организация, которая внезапно установила этот догматический барьер, который их совесть не позволяет им пересекать.
Мы требуем отмены этой формулы, потому что она кажется совершенно ненужной и чуждой цели масонства. — Когда общество ученых встречается, чтобы рассмотреть научный вопрос, то оно для чего-то вынуждено использовать в основе своего устава богословские формулы? — Они должны из-за этого отказаться от научных целей, не так ли? — Они изучают науку независимо от любой идеи или религиозной догмы. — Не должна ли она быть правдой масонства? Его сфера не является достаточно большой, поэтому масонству не стоит ступать на землю, которая ему не принадлежит.
Нет. Оставьте богословам обсуждать догмы. Пусть авторитарные церкви формулируют догмы в своих проповедях. — Пусть масонство является тем, чем оно должно быть, то есть органом открытым для прогресса, всех нравственных идей и высоких стремлений, широких и либеральных (…) "
Именно это решение и было причиной раскола между великим востоком (и лож, следующих за ним) и остальным масонством. Раскол этот в масонстве продолжается по сей день. Члены ВВФ утверждали, что определение является двусмысленным, что ландмарки Андерсона являются его собственными собранными и интерпретированными историческими ландмарками, и что изменения, как в интерпретации и практике имели место до и после.

### Принятие женщин в масонские организации
Великий восток Франции создал «Адоптивный ритуал» в 1774 году, в ложи которого сёстры, жёны и дочери масонов присоединялись в качестве адоптивных членов этих лож.

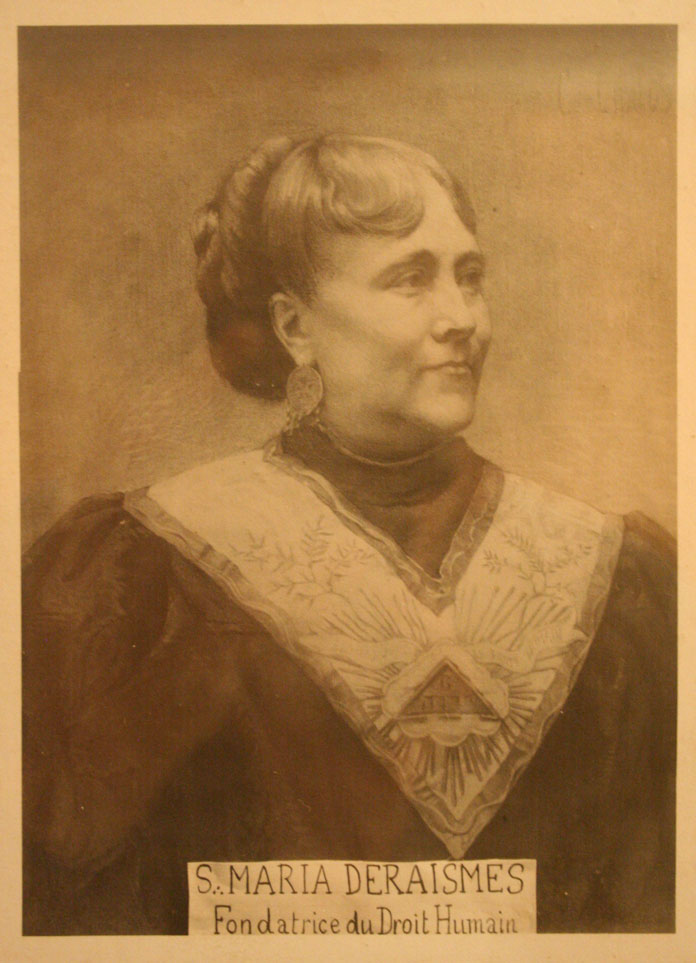
Мария Дерэм

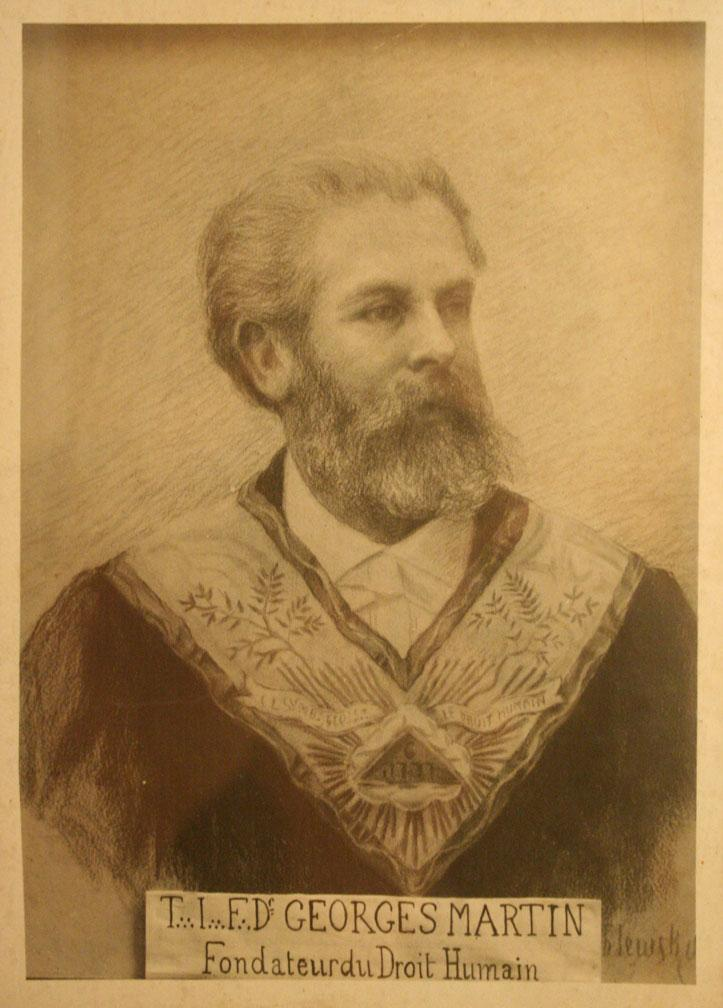
Жорж Мартен

14 января 1882 года Мария Дерэм, известная гуманистка, феминистка, писательница, преподавательница и политик была посвящена в ложу «Свободных мыслителей». Вскоре за это нарушение ложа была исключена из Великой символической шотландской ложи, а сама Дерэм была вынуждена покинуть эту ложу.
В 1890 году ложа «Шотландский Иерусалим», также принадлежащая к «Великой символической шотландской ложе», уведомила другие ложи ВСШЛ об основании нового масонского ордена, в который принимались бы и мужчины и женщины. На этот раз ложа предлагала не начинать посвящать женщин, а создать новый орден, работающий параллельно. Основным инициатором этого был доктор Жорж Мартен, французский сенатор, борец за права женщин, а также член ложи «Свободных мыслителей».
14 марта 1893 года Мария Дерэм, Жорж Мартен и несколько других масонов основали ложу «Право человека» в Париже. Они посвятили и возвысили до степени мастера в один день 16 француженок.
Вскоре после этого, 4 апреля этого же года, была основана первая великая смешанная ложа — «Великая символическая шотландская смешанная ложа Франции» (фр. Grande Loge Symbolique Écossaise Mixte de France). Это было радикальным отступлением от остальных форм масонства: орден не только не требовал веры в Высшую Сущность, но и открыл двери женщинам наравне с мужчинами.

## Известные либеральные организации
- Великий восток Франции, реорганизованный в 1773 году (создан в 1738 году), является одной из старейших масонских организаций во Франции. Численность ВВФ составляет 52 500 человек. Это самая большая масонская организация на европейском континенте.
- Le Droit Humain — смешанная масонская организация. Официально основан 4 апреля 1893 года, этот орден насчитывает около 30 000 членов в 60 странах мира на 5 континентах. Ложи работают по Древнему и принятому шотландскому уставу.
- Великая женская ложа Франции — международная женская масонская организация, насчитывающая 14 000 членов, объединённых в 400 лож по всему миру. Как самостоятельная великая ложа работает с 1952 года. Исключает из своих принципов ландмарку о мужском членстве в масонстве, признаёт право на свободу совести каждого и выступает за светский характер современного общества в целом.
- Великий восток Бельгии — 10 000 человек.
- Великая ложа Италии — 9 000 человек.
- Великая смешанная ложа Франции — 5 100 человек.

### Международные либеральные масонские организации
- CLIPSAS
- SIMPA

## Либеральное масонство в России
- Великий восток Франции — ложи: «Москва» № 6018 (Москва)[6], «Астрея» № 6032 (Санкт-Петербург)[7], «Свобода» № 6046 (Москва) и «Белая акация» № 6048 (Санкт-Петербург);
- Великая символическая ложа России и союзных стран — 4 ложи и 3 треугольника, в Москве, Санкт-Петербурге, Иркутске и Риге[8].
- Le Droit Humain — ложа «Новый свет» № 1989 (Москва)[9];
- Великая женская ложа Франции — ложа «Гамаюн» № 502 (Санкт-Петербург)[10];